# Gran Premio motociclistico di Francia 1990
Il Gran Premio motociclistico di Francia 1990 fu il decimo appuntamento del motomondiale 1990, 56ª edizione del Gran Premio motociclistico di Francia e 34ª valida per il motomondiale.
Si svolse il 22 luglio 1990 sul circuito Bugatti di Le Mans e vide la vittoria di Kevin Schwantz nella classe 500, di Carlos Cardús nella classe 250, di Hans Spaan in classe 125 e di Steve Webster/Gavin Simmons nei sidecar.

## Classe 500
Per un'altra volta nella stagione non sono stati assegnati tutti i punti disponibili per la classifica dato che sono stati solo 12 i piloti classificati; al primo posto lo statunitense Kevin Schwantz davanti all'australiano Wayne Gardner e all'altro statunitense, capoclassifica provvisorio, Wayne Rainey.

### Arrivati al traguardo
| Pos. | Pilota          | Moto   | Tempo     | Griglia | Punti |
| ---- | --------------- | ------ | --------- | ------- | ----- |
| 1    | Kevin Schwantz  | Suzuki | 48.05.213 | 1       | 20    |
| 2    | Wayne Gardner   | Honda  | 48.07.633 | 3       | 17    |
| 3    | Wayne Rainey    | Yamaha | 48.08.546 | 2       | 15    |
| 4    | Michael Doohan  | Honda  | 48.10.078 | 5       | 13    |
| 5    | Eddie Lawson    | Yamaha | 48.15.370 | 6       | 11    |
| 6    | Niall Mackenzie | Suzuki | 48.25.693 | 4       | 10    |
| 7    | Randy Mamola    | Cagiva | 49.24.111 | 8       | 9     |
| 8    | Juan Garriga    | Yamaha | 49.35.984 | 10      | 8     |
| 9    | Marco Papa      | Honda  | 49.46.512 | 11      | 7     |
| 10   | Ron Haslam      | Cagiva | 1 giro    | 13      | 6     |
| 11   | Eddie Laycock   | Honda  | 1 giro    | 15      | 5     |
| 12   | Cees Doorakkers | Honda  | 2 giri    | 14      | 4     |

### Ritirati
| Pilota               | Moto       | Motivo | Griglia |
| -------------------- | ---------- | ------ | ------- |
| Alex Barros          | Cagiva     |        | 12      |
| Rachel Nicotte       | Chevallier |        | 17      |
| Karl Truchsess       | Honda      |        | 18      |
| Jean-Philippe Ruggia | Yamaha     |        | 9       |
| Christian Sarron     | Yamaha     |        | 7       |
| Vittorio Scatola     | Paton      |        | 16      |
| Martin Trösch        | Honda      |        | 19      |

### Non qualificato
| Pilota              | Moto  |
| ------------------- | ----- |
| Nicholas Schmassman | Honda |

## Classe 250
Lo spagnolo Carlos Cardús ha ottenuto la seconda vittoria dell'anno e, approfittando del ritiro dello statunitense John Kocinski, gli si è avvicinato nella classifica mondiale ed è ora distaccato di soli 7 punti. Al secondo e terzo posto della gara due piloti italiani, Luca Cadalora e Loris Reggiani.

### Arrivati al traguardo
| Pos. | Pilota              | Moto    | Tempo     | Griglia | Punti |
| ---- | ------------------- | ------- | --------- | ------- | ----- |
| 1    | Carlos Cardús       | Honda   | 41.09.803 | 1       | 20    |
| 2    | Luca Cadalora       | Yamaha  | 41.24.063 | 3       | 17    |
| 3    | Loris Reggiani      | Aprilia | 41.29.256 | 7       | 15    |
| 4    | Masahiro Shimizu    | Honda   | 41.41.936 | 6       | 13    |
| 5    | Jacques Cornu       | Honda   | 41.55.919 | 8       | 11    |
| 6    | Martin Wimmer       | Aprilia | 41.59.602 | 20      | 10    |
| 7    | Didier de Radiguès  | Aprilia | 42.02.907 | 11      | 9     |
| 8    | Àlex Crivillé       | Yamaha  | 42.07.069 | 10      | 8     |
| 9    | Alberto Puig        | Yamaha  | 42.09.532 | 17      | 7     |
| 10   | Paolo Casoli        | Yamaha  | 42.13.414 | 13      | 6     |
| 11   | Andrea Borgonovo    | Aprilia | 42.14.560 | 23      | 5     |
| 12   | Jean Pierre Jeandat | Honda   | 42.15.350 | 19      | 4     |
| 13   | Harald Eckl         | Aprilia | 42.18.538 | 12      | 3     |
| 14   | Bernard Haenggeli   | Aprilia | 42.20.166 | 21      | 2     |
| 15   | Andreas Preining    | Aprilia | 42.20.336 | 24      | 1     |
| 16   | José Barresi        | Yamaha  | 42.26.120 | 32      |       |
| 17   | Jochen Schmid       | Honda   | 42.26.908 | 14      |       |
| 18   | Bernd Kassner       | Honda   | 42.37.412 | 18      |       |
| 19   | Alberto Rota        | Aprilia | 42.47.780 | 25      |       |
| 20   | Kevin Mitchell      | Yamaha  | 42.48.349 | 29      |       |
| 21   | Marcellino Lucchi   | Aprilia | 42.48.678 | 15      |       |
| 22   | Urs Jücker          | Yamaha  | 42.54.347 | 26      |       |
| 23   | Erich Neumair       | Yamaha  | 1 giro    | 30      |       |
| 24   | Hans Becker         | Yamaha  | 1 giro    | 33      |       |

### Ritirati
| Pilota           | Moto     | Motivo | Griglia |
| ---------------- | -------- | ------ | ------- |
| Wilco Zeelenberg | Honda    |        | 4       |
| John Kocinski    | Yamaha   |        | 2       |
| Renzo Colleoni   | Aprilia  |        | 36      |
| Adrien Morillas  | Aprilia  |        | 9       |
| Dominique Sarron | Honda    |        | 16      |
| Carlos Lavado    | Aprilia  |        | 5       |
| Rachel Nicotte   | Yamaha   |        | 35      |
| Alain Bronec     | Aprilia  |        | 28      |
| Jorge Martínez   | JJ Cobas |        | 22      |
| Jean Foray       | Yamaha   |        | 34      |
| Corrado Catalano | Aprilia  |        | 27      |
| Alan Carter      | Honda    |        | 31      |

## Classe 125
Terza vittoria dell'anno per il veterano olandese Hans Spaan che ha preceduto l'italiano Doriano Romboni e il tedesco Stefan Prein; nella classifica mondiale provvisoria Prein precede l'italiano Loris Capirossi di 5 punti e Spaan di 24.

### Arrivati al traguardo
| Pos. | Pilota              | Moto      | Tempo     | Griglia | Punti |
| ---- | ------------------- | --------- | --------- | ------- | ----- |
| 1    | Hans Spaan          | Honda     | 40.15.397 | 2       | 20    |
| 2    | Doriano Romboni     | Honda     | 40.15.727 | 1       | 17    |
| 3    | Stefan Prein        | Honda     | 40.33.565 | 6       | 15    |
| 4    | Loris Capirossi     | Honda     | 40.34.032 | 5       | 13    |
| 5    | Hisashi Unemoto     | Honda     | 40.34.159 | 9       | 11    |
| 6    | Jorge Martínez      | JJ Cobas  | 40.34.382 | 3       | 10    |
| 7    | Heinz Lüthi         | Honda     | 40.35.823 | 11      | 9     |
| 8    | Dirk Raudies        | Honda     | 40.40.252 | 13      | 8     |
| 9    | Alessandro Gramigni | Aprilia   | 40.45.754 | 15      | 7     |
| 10   | Maurizio Vitali     | Gazzaniga | 40.58.872 | 21      | 6     |
| 11   | Gabriele Debbia     | Aprilia   | 40.58.880 | 16      | 5     |
| 12   | Manuel Hernández    | Honda     | 41.02.133 | 22      | 4     |
| 13   | Robin Appleyard     | Honda     | 41.02.278 | 20      | 3     |
| 14   | Flemming Kistrup    | Honda     | 41.02.516 | 18      | 2     |
| 15   | Jaime Mariano       | Casal     | 41.04.730 | 17      | 1     |
| 16   | Johnny Wickström    | JJ Cobas  | 41.09.861 | 25      |       |
| 17   | Hans Koopman        | Honda     | 41.10.220 | 27      |       |
| 18   | Stefan Kurfiss      | Honda     | 41.11.483 | 19      |       |
| 19   | Hervé Duffard       | Honda     | 41.18.173 | 35      |       |
| 20   | Julián Miralles     | JJ Cobas  | 41.19.508 | 14      |       |
| 21   | Hubert Abold        | Rotax     | 41.22.157 | 30      |       |
| 22   | Luis-Miguel Reyes   | Gazzaniga | 41.34.839 | 34      |       |
| 23   | Mike Leitner        | Honda     | 2 giri    | 32      |       |

### Ritirati
| Pilota            | Moto     | Motivo | Griglia |
| ----------------- | -------- | ------ | ------- |
| Bruno Casanova    | Honda    |        | 4       |
| Robin Milton      | Honda    |        | 33      |
| Kinya Wada        | Honda    |        | 12      |
| Mike Edwards      | Honda    |        | 29      |
| Emilio Cuppini    | Honda    |        | 24      |
| Herri Torrontegui | Honda    |        | 37      |
| Alfred Waibel     | Honda    |        | 36      |
| Ralf Waldmann     | Rotax    |        | 8       |
| Antonio Sánchez   | JJ Cobas |        | 28      |
| Bady Hassaine     | Honda    |        | 31      |
| Fausto Gresini    | Honda    |        | 7       |
| Manuel Herreros   | JJ Cobas |        | 23      |
| Adi Stadler       | JJ Cobas |        | 10      |

### Non partito
| Pilota       | Moto  |
| ------------ | ----- |
| Thierry Feuz | Honda |

### Non qualificati
| Pilota             | Moto    |
| ------------------ | ------- |
| Steve Patrickson   | Honda   |
| Jos van Dongen     | Honda   |
| Peter Öttl         | Rotax   |
| Allan Scott        | Honda   |
| Peter Galvin       | Honda   |
| Stefan Dörflinger  | Aprilia |
| José Saez          | Honda   |
| Jean-Claude Selini | Honda   |
| Taru Rinne         | Honda   |
| Stefan Brägger     | Aprilia |
| Jörg Seel          | Honda   |
| Luis Alvaro        | Honda   |
| Javier Arumi       | Honda   |
| Paolo Priori       | Grossi  |

## Classe sidecar
Torna alla vittoria l'equipaggio campione in carica Steve Webster-Gavin Simmons; secondo posto per Egbert Streuer-Geral de Haas, mentre Abbott-Smith sono terzi. Si devono invece ritirare Alain Michel-Simon Birchall; una foratura inoltre condiziona pesantemente la gara di Rolf Biland-Kurt Waltisperg, che chiudono al 13º posto. Barry Brindley, che si era piazzato 8º, viene squalificato per aver tagliato il traguardo senza passeggero.
In classifica Webster consolida la sua leadership salendo a 136 punti; Streuer ora è secondo a 115, davanti a Michel a 111, Abbott a 88 e Biland a 87. 

### Arrivati al traguardo (posizioni a punti)[5]
| Pos | Pilota             | Passeggero      | Moto        | Tempo     | Punti |
| --- | ------------------ | --------------- | ----------- | --------- | ----- |
| 1   | Steve Webster      | Gavin Simmons   | LCR-Krauser | 38'57"430 | 20    |
| 2   | Egbert Streuer     | Geral de Haas   | LCR-Yamaha  | +11"597   | 17    |
| 3   | Steve Abbott       | Shaun Smith     | LCR-JPX     | +24"738   | 15    |
| 4   | Masato Kumano      | Eckart Rösinger | LCR-TEC     | +24"865   | 13    |
| 5   | Alfred Zurbrügg    | Martin Zurbrügg | LCR-Krauser | +25"463   | 11    |
| 6   | Paul Güdel         | Charly Güdel    | LCR-Yamaha  | +36"092   | 10    |
| 7   | Markus Egloff      | Urs Egloff      | SMS-Yamaha  | +50"224   | 9     |
| 8   | Theo van Kempen    | Jan Kuyt        | LCR-Krauser | +1'03"422 | 8     |
| 9   | Derek Jones        | Peter Brown     | LCR-Yamaha  |           | 7     |
| 10  | Fritz Stölzle      | Hubert Stölzle  | LCR-Krauser |           | 6     |
| 11  | Ralph Bohnhorst    | Thomas Böttcher | LCR-Yamaha  |           | 5     |
| 12  | Yoshisada Kumagaya | Brian Houghton  | LCR-JPX     |           | 4     |
| 13  | Rolf Biland        | Kurt Waltisperg | LCR-Krauser |           | 3     |
| 14  | René Progin        | Gary Irlam      | LCR-Krauser |           | 2     |
| 15  | Barry Smith        | David Smith     | Windle-ADM  |           | 1     |